# Trstěnice u Moravského Krumlova

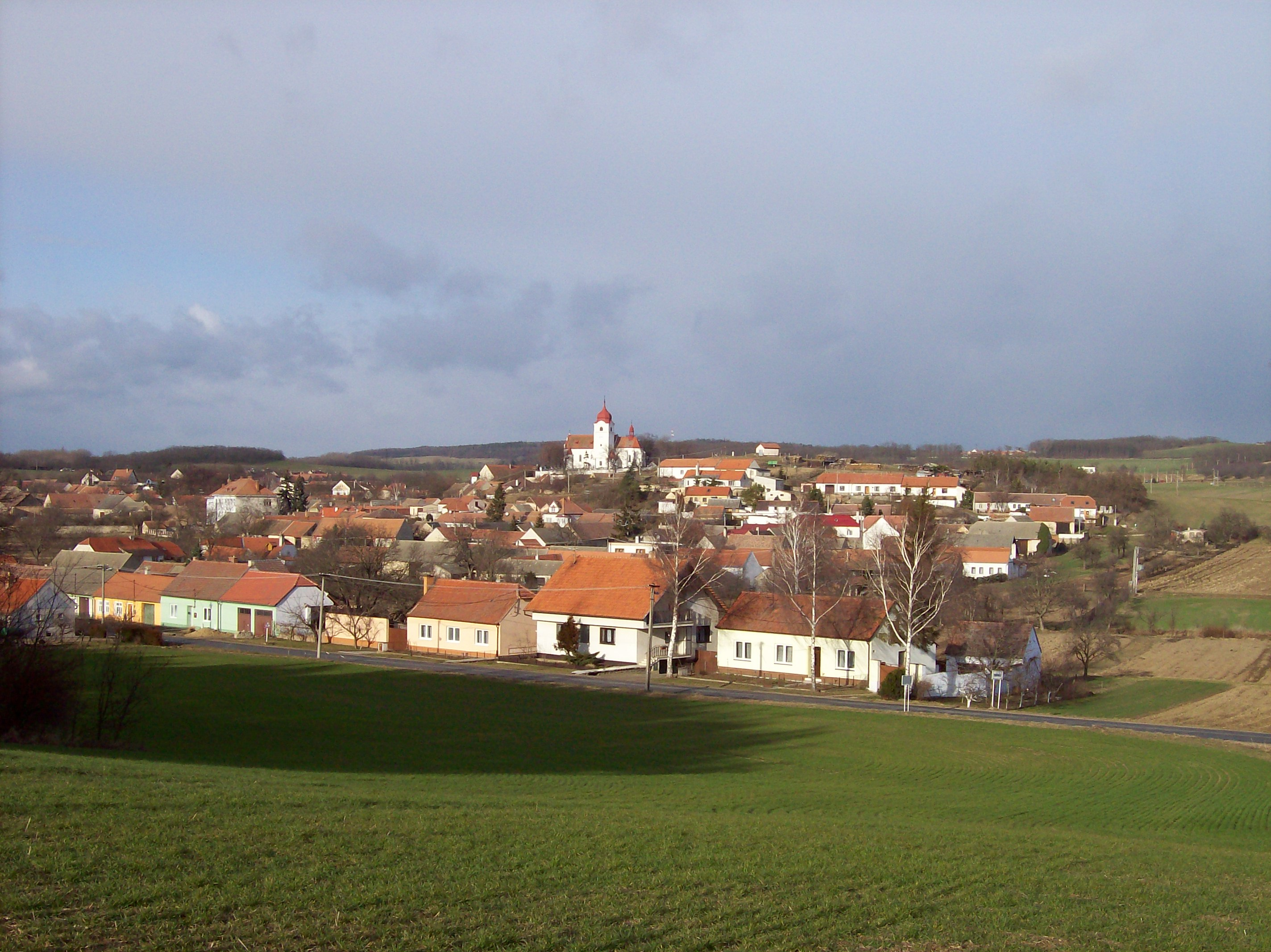
Blick über den Ort

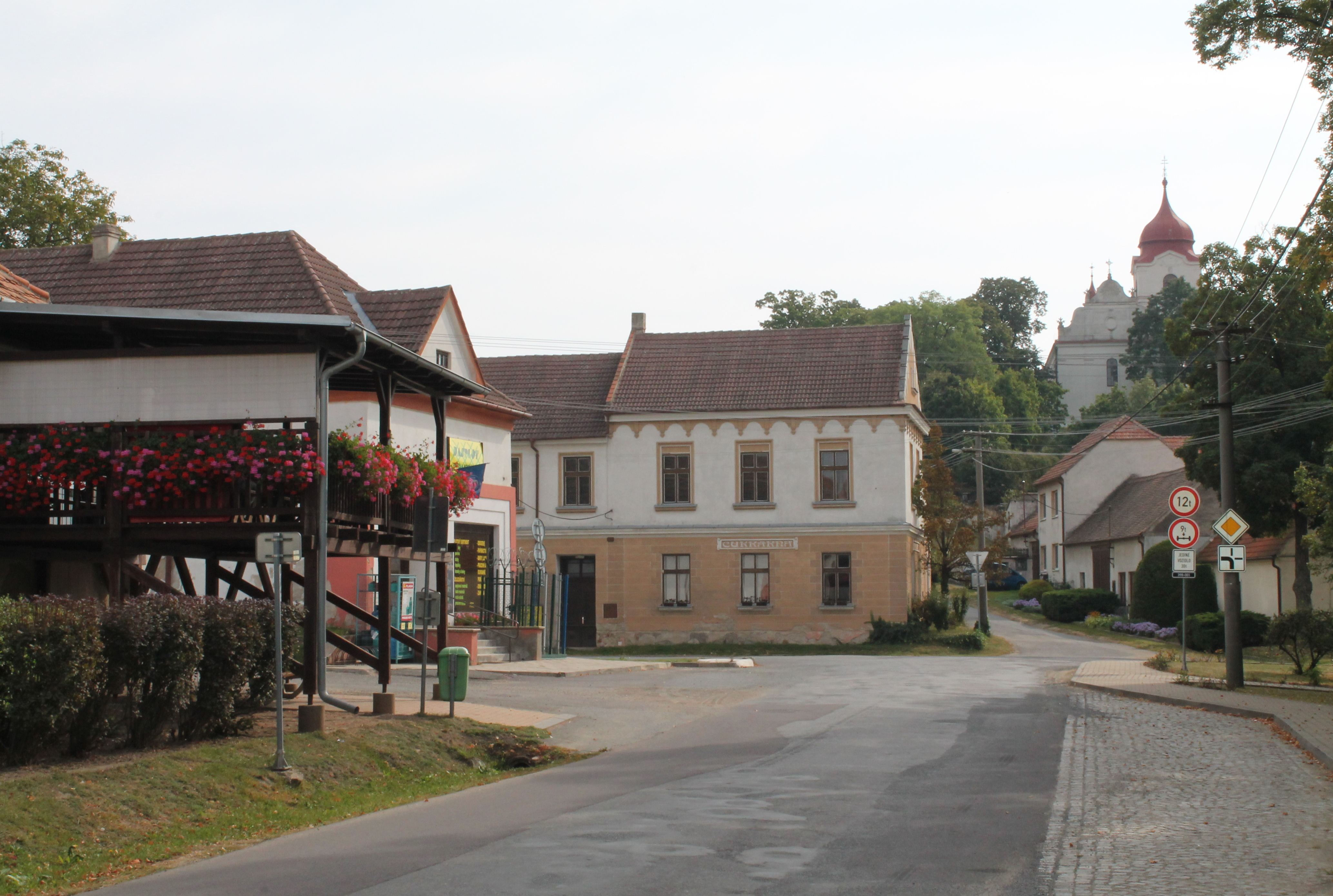
Dorfplatz

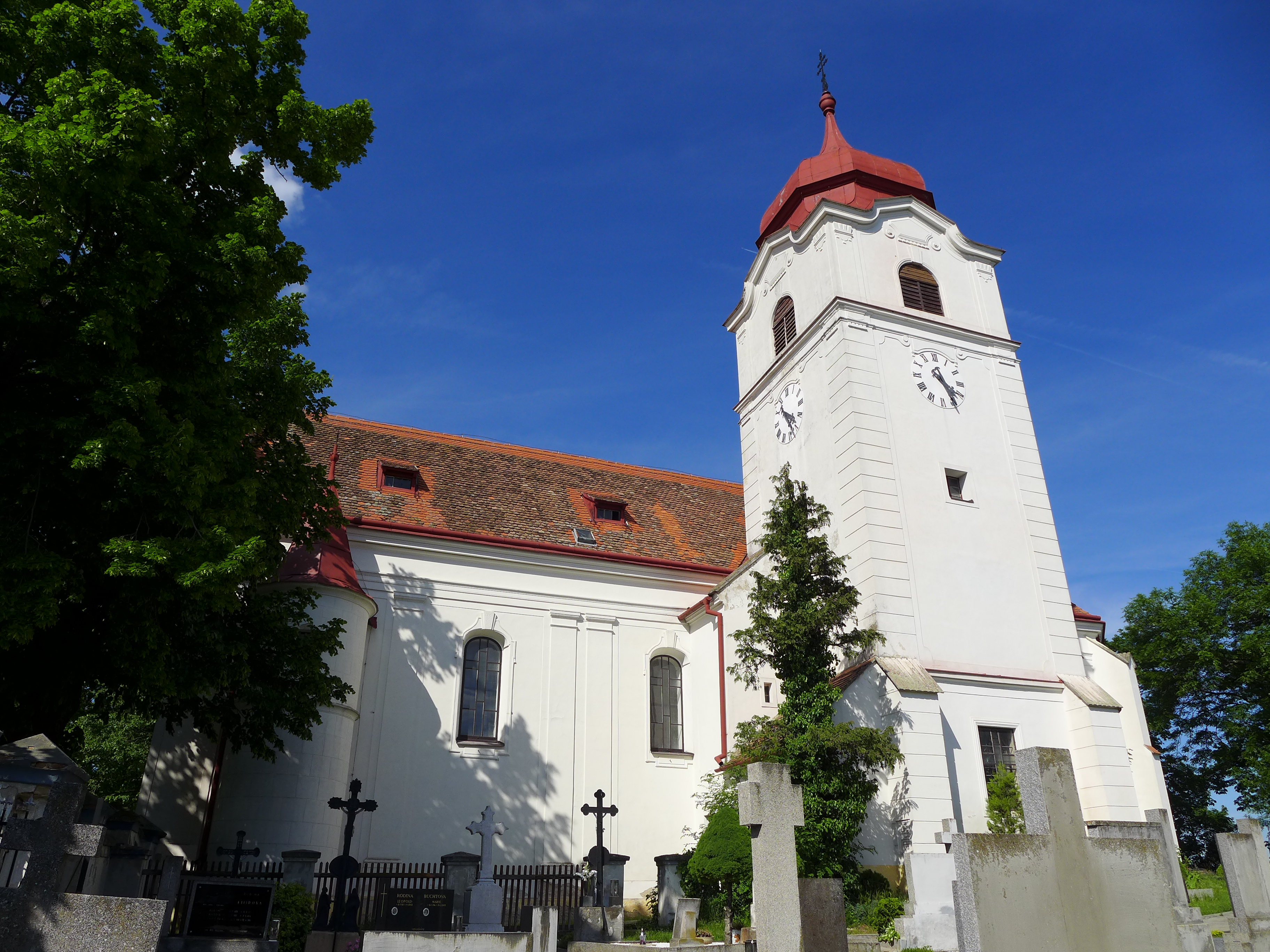
Kreuzerhöhungskirche

Trstěnice (deutsch Stiegnitz) ist eine Gemeinde in Tschechien. Sie liegt elf Kilometer südwestlich von Moravský Krumlov und gehört zum Okres Znojmo.

## Geographie
Trstěnice befindet sich linksseitig des Baches Trstěnický potok am südöstlichen Abfall der Jevišovická pahorkatina (Jaispitzer Hügelland). Nördlich erhebt sich die Tanárka (391 m n.m.), im Nordosten die Žlíbky (341 m.n.m.), südlich der Horní Hájek (321 m n.m.) sowie im Westen die Stará hora (376 m n.m.). Durch den Ort verläuft die Staatsstraße II/398 zwischen Vémyslice und Mikulovice.
Nachbarorte sind Rešice, Karolín, Čermákovice und Tulešice im Norden, Džbánice, Dobelice, Petrovice und Lesonice im Nordosten, Bohutice und Kadov im Osten, Míšovice, Hostěradice und Skalice im Südosten, Morašice und Želetice im Süden, Dolní Mlýn, Domčice, Horní Dunajovice, Plaveč, Němčičky und Mikulovice im Südwesten, Višňové und Běhařovice im Westen sowie Medlice, Pustý Zámek, Tavíkovice und Horní Kounice im Nordwesten.

## Geschichte
Archäologische Funde belegen eine Besiedlung der Gegend seit der Altsteinzeit. Die jungsteinzeitliche Burgstätte Pustý zámek im Oedschloßwald gehört neben den Anlagen Křepice und Kadov zu den ältesten in Südmähren.
Die erste urkundliche Erwähnung des Dorfes Stehenitz erfolgte 1247, als der neue Olmützer Bischof Bruno die im Jahre 1204 durch seinen Vorgänger Robert erfolgte Besitzbestätigung der Kirche über zwei Lahne mit Weingärten, dem Bergrecht und dem Weinzehnt sowie dem Frucht- und Viehzehnt in Stehenitz, einen halben Weingarten in Moratic und den Zehnt aus den Dörfern Moratic, Berg, Střelic und Zbanic erneuerte. Besitzer des Gutes war zu dieser Zeit der Vladike Ručka von Stehenitz. Im Jahre 1253 weihte der ermländische Bischof Anselm, der sich zur Vorbereitung des Kreuzzuges von König Ottokar II. Přemysl in Mähren aufhielt, die neue Kirche des Hl. Gotthard, erhob sie zur Pfarrei und bestätigte erneut den Besitz; das Patronat hatte bis 1613 die Abtei Bruck inne. 1255 hatte hier Řízek von Stehenitz seinen Sitz, wahrscheinlich bestand bereits zu dieser Zeit eine Veste. Seit dem 14. Jahrhundert war das Dorf unter verschiedenen Besitzern aufgeteilt. Im Jahre 1348 trat Bohunek von Stehenitz seiner Frau Anna eine Lahn, einen Acker und einen Hof ab. 1353 verkaufte Wlček von Olkowitz fünf Lahne in Trzstyenicz an Drslaw von Trzstyenicz. Einen weiteren Anteil hielt zu dieser Zeit Niklas von Trzstyenicz. Der Olmützer Dompropst Johann und sein Neffe Tas von Tasov veräußerten 1355 dreieinviertel Lahne an Filip von Křižánkov. Im Jahre 1365 verschrieb Bolik von Trzstyenicz seiner Frau Agnes ein Wittum auf zwei Lahne. Bohunek von Trzstyenicz kaufte um 1370 von den Brüdern Woyslaw und Tobias von Křižánkov den größten Teil des Dorfes; 1375 erwarb er noch den Freihof seines Bruders Bolik hinzu. Im Jahre 1380 verschrieb Bohunek seiner Tochter Anna, die mit dem markgräflichen Marschall Filipp verheiratet war, eine Mitgift auf zwölf Lahne. Vier Jahre später verschrieb der Landrichter Bohunek von Trzstyenicz seiner Frau Elsbeth ein Wittum auf die Veste in Trzstyenicz und den von ihm bewohnten Hof. 1390 nahm er seine Tochter Anna und deren zweiten Mann Filip von Svojanov in Gütergemeinschaft auf das Gut Trzstyenicz und das Weinbergrecht in Zbanice. Im Jahre 1405 schenkte Bohuneks Tochter Anna ihr Erbe in Trzstyenicz und Zbanice ihrem dritten Mann Benedikt von Turowitz und dessen Brüdern Předbor und Leonard, genannt Rohozka; zugleich nahm ihre Mutter Elsbeth die drei Brüder in Gemeinschaft auf ihr Wittum. 1414 veräußerte Předbor von Trzstyenicz die von seinem Bruder Richard geerbte Hälfte von Zbanice. Die Dörfer Střelic und Lyšanowic fielen im 15. Jahrhundert wüst. 1496 überließen die Schwestern Dorothea und Anna von Trzstyenicz das Gut Trzstyenicz mit dem gleichnamigen Dorf, dem wüsten Dorf Střelic und einem Anteil von Zbanice dem Andreas von Zástřizl. Im Laufe des 16. Jahrhunderts wurde das Dorf als Křtěnice bezeichnet; als ausschlaggebend für diese Namensänderung wird die zu dieser Zeit entstandene starke Hutterergemeinde angesehen, die Täufer werden im tschechischen Křtěnectví genannt; die ersten Hutterer kamen vor 1560 in das Dorf. Der Archäologe Jiří Pajer nimmt an, dass sich der Bruderhof am Platz der Häuser Nr. 59 und 60 befand und an dessen Stelle später die herrschaftliche Brennerei und Pottaschesiederei angelegt wurde. Im Jahre 1561 überschrieb Sigmund von Zástřizl die Veste, das Dorf und den Hof in Křtěnice einschließlich sieben Insassen in Zbanice und den wüsten Dörfern Střelic und Lyšanowic an Anna von Biskupitz. Zu dieser Zeit hatte sich Stygnic zum Hauptort der Hutterer in der Region entwickelt, dem Oberhof in Stygnic unterstanden die Hutterergemeinden in Stygnic, Tavíkovice, Višňové, Čermákovice und Skalice. Die Hutterer lebten insbesondere von der Töpferei sowie der Landwirtschaft. Außer den Hutterern lebten in dem Dorf auch Katholiken, später auch Böhmische Brüder.
Bis 1580 wirkten in Stygnic durch das Archidiakonat Znaim eingesetzte katholische Pfarrer. Der zwischen 1558 und 1563 amtierende Pfarrer Jiří Motyčka zog sich den Zorn der Bewohner von Moratitz zu, als er sich dort für in deutscher Sprache gewünschte Predigten zusätzlich zu dem ihm zustehenden Zehnt und Robot noch einen kleinen Zehnt auf Erbsen, Kohl, Wicke, Linsen, Hanf und Hirse versprechen ließ. Bei der Inauguration seines Niklowitzer Amtsbruders fielen die wenig schmeichelhaften Worte Lotr lotra uvádí (Der Schächer führt den Schächer ein). Nachdem Pfarrer Motyčka von den Untertanen in Moratitz statt seiner Forderungen Prügel erhalten hatte, verließ er Stygnic und zog nach Nezamyslice. Der Grundherr Maximilian Lev von Rosental setzte um 1580 einen Böhmischen Bruder als Pfarrer ein. Die Brüdergemeine war zu dieser Zeit zur stärksten religiösen Gemeinde in Stygnic angewachsen, wegen ihrer Glaubensnähe zu den Hutterern wird angenommen, dass in der Kirche auch Wendel Holba predigte. 1580 verkauften die Herren Lev von Rosental ihren Anteil von Stygnic mit der Veste und dem Hof samt Weingärten und Zubehör sowie den wüsten Dörfern Lišanowice und Střelice an Johann Zahradecky von Zahradek, der das Gut Stygnic mit Wischenau vereinigte.
Ab 1609 gehörte die Herrschaft Wischenau dem mährischen Unterkämmerer Heinrich Zahradecky von Zahradek. 1613 übernahm das Olmützer Metropolitankapitel das Kirchpatronat in Stignitz von der Abtei Bruck. Nach der Schlacht am Weißen Berg wurden die Hutterer aus Stignitz vertrieben. Karl Zahradecky von Zahradek verkaufte die Herrschaft Wischenau 1629 für 54.000 Mährische Gulden an Alexander Elbogner von Unterschönfeld; dabei wurde auch die Veste Stignitz einschließlich Brau- und Malzhaus, Schafstall, Mühle, Obst-, Küchen- und ausgedehnten Weingärten aufgeführt.
1667 erwarben die Herren von Selb die Herrschaft Wischenau vom überschuldeten Ludwig Elbogner. Im Jahre 1765 war die Familie von Selb ebenfalls so verschuldet, dass die Herrschaft zur Versteigerung gelangte. Käufer war Johann Paul von Buol-Wischenau, ein Schwiegersohn des verstorbenen Johann Anton von Selb. 1793 kaufte Rudolph Graf Taaffe die Herrschaft von dessen Erben. Im Jahre 1799 trat das Olmützer Kapitel das Kirchpatronat in Stignitz an den Grundherrn Rudolph von Taaffe ab. 1830 erbte Rudolfs Sohn Ludwig Graf Taaffe die Herrschaft Wischenau. 1836 verkaufte er sie an Kaspar Philipp Spiegel zum Diesenberg-Hanxleden, der die Herrschaft 1837 seinem minderjährigen Sohn Ferdinand vererbte.
Im Jahre 1834 bestand das Dorf Stignitz bzw. Křtěnice, früher Třtěnice genannt, aus 103 Häusern mit 547 mährischsprachigen Einwohnern. Unter dem Patronat der Herrschaft standen die zum Dekanat Hosterlitz gehörige Pfarre, die Kreuzkirche und die Schule. Außerdem gab es im Ort einen großen zweigeschossigen Pfarrhof mit ausgedehnten Obst- und Gemüsegärten, eine obrigkeitliche Beamtenwohnung, ein Brauhaus, ein Branntweinhaus mit Pottaschehütte, ein Gast-Einkehrhaus sowie zwei Mühlen am Bach. Von der Veste sowie den wüsten Dörfern Střelic und Lyšanowic waren noch Keller und Grundmauern erhalten. Stignitz war Pfarrort für Wischenau, Zbanitz und Moratitz; Amtsort war Wischenau. Bis zur Mitte des 19. Jahrhunderts blieb Stignitz der Allodialherrschaft Wischenau untertänig.
Nach der Aufhebung der Patrimonialherrschaften bildete Trstěnice / Stiegnitz ab 1849 eine Gemeinde im Gerichtsbezirk Kromau. 1868 wurde die Gemeinde Teil des Bezirkes Kromau. Seit den 1880er Jahren wurden Křtěnice und Třtěnice alternativ als tschechische Ortsnamen verwendet. Nach dem Ersten Weltkrieg zerfiel der Vielvölkerstaat Österreich-Ungarn, die Gemeinde  Křtěnca wurde 1918 Teil der neu gebildeten Tschechoslowakischen Republik. Im Jahre 1924 wurde Trstěnice als amtlicher tschechischer Ortsname festgelegt. Im Zuge der Aufhebung des Okres Moravský Krumlov wurde Trstěnice 1961 dem Okres Znojmo zugeordnet. Seit 2005 führt die Gemeinde ein Wappen und Banner.
Von älteren Einwohnern wird das Dorf als Křtěnca bzw. Křtěnice bezeichnet. Wein wird heute auf den Fluren der Gemeinde keiner mehr angebaut.

## Gemeindegliederung
Für die Gemeinde Trstěnice sind keine Ortsteile ausgewiesen. Zu Trstěnice gehören die Einschichten Dolní Mlýn, Karolín und Pustý Zámek.

## Sehenswürdigkeiten
- Kirche der Erhöhung des heiligen Kreuzes auf einem Hügel über dem Dorf; sie wurde in der Mitte des 13. Jahrhunderts anstelle eines älteren Vorgängerbaus errichtet und 1253 durch Bischof Anselm von Meißen dem hl. Gotthard geweiht. Ab 1798 erfolgte ein Umbau der gotischen Kirche, den das Olmützer Metropolitankapitel mit 1000 Dukaten und der Pfarrer Joseph Nowak mit 3285 Gulden finanzierten. Dabei wurde das Schiff um sieben Meter verlängert. An der Wand hinter dem Altar schuf Josef Winterhalder die Fresken der hll. Florian und Bertrand. Die Kosten der neuen Innenausstattung einschließlich der Fresken sowie der Bildhauerarbeiten durch Andreas Schweigel übernahm ebenfalls Pfarrer Nowak. Nach der Fertigstellung wurde die Kirche 1807 der Erhöhung des heiligen Kreuzes geweiht. Die halbrunde romanische Apsis stammt vom Anfang des 13. Jahrhunderts. Das hinter dem Hauptaltar befindliche Kreuz mit Christusfigur wurde 1844 aufgestellt, es stammt aus der Jesuitenkirche in Telč.[5]
- Barocke Statue des hl. Johannes von Nepomuk, geschaffen 1722, auf dem Dorfplatz
- Kapelle auf dem Dorfplatz, erbaut in der Mitte des 19. Jahrhunderts
- Wassermühle Dolní Mlýn, sie ist das einzige erhaltene Gebäude der Hutterer in Trstěnice. Bekanntester Besitzer war der Müller und Prediger Wendel Holba († 1587). Am Hauptbalken befindet sich ein Schild mit der Jahreszahl 1612. An den Ecken der Nordseite befinden sich zwei Erker; der eine Blick zum Gemeinschaftshaus, der andere zum Wirtschaftshof.[6]
- Dolní dvůr (Unterer Hof), an seiner Stelle befand sich der Wirtschaftshof der Hutterer, von dem noch ein Mauerstück aus typischen Habaner-Ziegeln erhalten ist. Im Jahre 1895 wurde ein vergrabener Tontopf mit Silbermünzen aus der Zeit zwischen 1520 und 1615 entdeckt.
- Žlíbky, der früher größtenteils mit Weinreben bepflanzte Hügel bietet nach Osten eine weite Sicht über die Thaya-Schwarza-Talsenke